# NGC 6928
NGC 6928 = IC 1325 ist eine Balken-Spiralgalaxie vom Hubble-Typ SBab im Sternbild Delphin am Nordsternhimmel. Sie ist schätzungsweise 219 Millionen Lichtjahre von der Milchstraße entfernt und hat einen Durchmesser von etwa 130.000 Lichtjahren.

Im selben Himmelsareal befinden sich unter anderem die Galaxien NGC 6927 und NGC 6930.
Die Typ-Ia-Supernova SN 2004eo wurde hier beobachtet.
Das Objekt wurde am 15. August 1863 von dem deutschen Astronomen Albert Marth entdeckt.

## NGC 6928-Gruppe (LGG 438)
| Galaxie   | Alternativname | Entfernung/Mio. Lj |
| --------- | -------------- | ------------------ |
| NGC 6927A | PGC 64924      | 205                |
| NGC 6930  | PGC 64935      | 218                |
| NGC 6928  | PGC 64932      | 219                |
| PGC 64781 | UGC 11571      | 221                |
| PGC 64848 | UGC 11578      | 214                |
| PGC 65060 | UGC 11599      | 207                |